# 1768 Appenzella
Az 1768 Appenzella (ideiglenes jelöléssel 1965 SA) a Naprendszer kisbolygóövében található aszteroida. Paul Wild fedezte fel 1965. szeptember 23-án.